# Гертруда Нивельская
Гертру́да Ниве́льская (нем. Gertrud von Nivelles, лат. Gertrudis Nivellensis, 626 год — 17 марта 659 года) — святая неразделённой церкви, почитается как в католичестве, так и в православии, настоятельница Нивельского аббатства, расположенного на территории современной Бельгии.

## Биография
Гертруда была дочерью майордома Австразии Пипина Ланденского и св. Итты (Идуберги). Сестра Гертруды Бегга Анденская также была причислена к лику святых.
В молодости Гертруда отказалась от замужества и поступила в монастырь в Нивеле, основанный её матерью. После смерти матери в 652 году заменила её на посту настоятельницы Нивельского аббатства. При Гертруде аббатство превратилось в значимый религиозный и культурный центр. Гертруда, в частности, создала обширную библиотеку, выписывая богословские и литургические книги из Рима. Нивельский монастырь посещали ирландские монахи свв. Фоллиан и Ультан, братья святого Фурсы, благодаря чему в монастыре утвердился ирландский богослужебный устав. По житийным сведениям св. Гертруда разыскала тело св. Фоллиана после его мученической смерти и похоронила в Нивеле.
Гертруда принимала в монастыре многочисленных путников, паломников, больных и нищих. Прославилась добродетельным и крайне аскетическим образом жизни. Согласно житию её здоровье было настолько ослаблено строгим образом жизни, что она была вынуждена уйти в отставку с поста аббатисы в 658 году и годом позже скончалась.

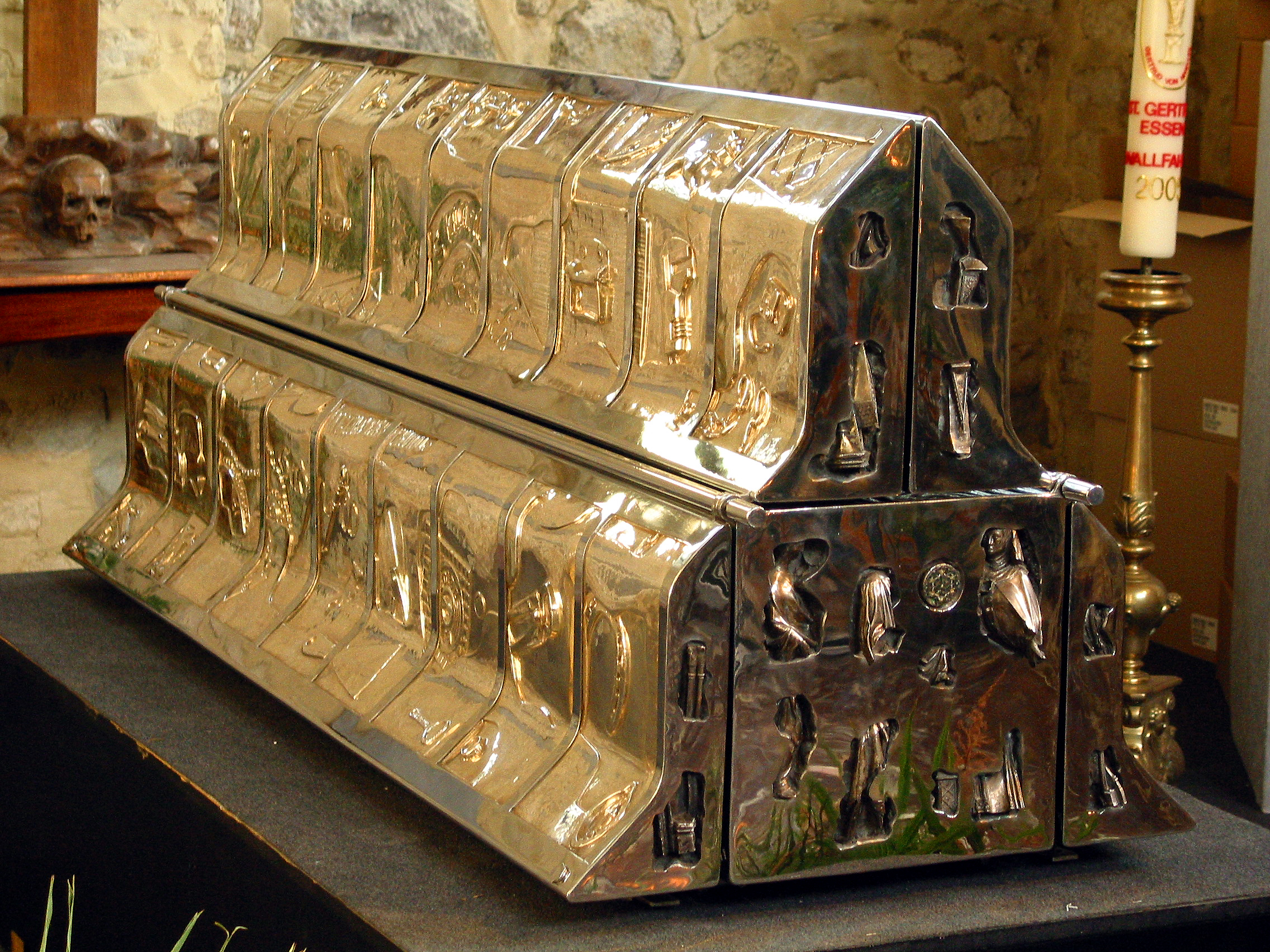
Воссозданная в 1980-х годах рака с мощами св. Гертруды

Сразу после смерти стала почитаться святой. Около 670 года монахом Нивельского монастыря, вероятно знавшим св. Гертруду лично, было составлено её первое житие, самый древний сохранившийся список которого датируется IX веком. Около 691 года (дополнено в VIII веке) было написано сочинение «Virtutes S. Gertrudis» (Добродетели св. Гертруды), которое сообщает о многочисленных чудесах, происходивших на могиле святой.
Почитание св. Гертруды было широко распространено в Нидерландах и Нижней Германии. Иконографические атрибуты св. Гертруды Нивельской — монашеское облачение, жезл, книга, символический макет церкви или больницы в руках, а также мышь. Память св. Гертруды в Католической церкви — 17 марта.
Бывшая монастырская церковь аббатства ныне носит имя св. Гертруды. Церковь сильно пострадала после немецкой бомбардировки в 1940 году, во время бомбардировки погибла и рака с мощами святой. Длительная реконструкция храма завершилась в 80-х годах, тогда же была создана новая рака.
В 1980-е годы Гертруду Нивельскую начали изображать с кошкой и почитать как святую покровительницу кошек. Кроме того, она считается покровительницей путешественников, садовников и людей с психическими заболеваниями.